# الدرب (السدة)

تعديل مصدري - تعديل

الدرب محلة تابعة لقرية هجارة، التابعة لعزلة جبل عصام بمديرية السدة إحدى مديريات محافظة إب في الجمهورية اليمنية.، بلغ تعداد سكانها 113 حسب تعداد اليمن لعام 2004.